# Mimeusemia vilemani
Mimeusemia vilemani là một loài bướm đêm trong họ Noctuidae.